# 放在一起 (瑪丹娜歌曲)
《放在一起》（英語：Keep It Together）是美國女歌手瑪丹娜在1990年1月發行的歌曲，為她第四張錄音室專輯《宛如祈禱者》（英語：Like a Prayer）當中所發行的第六首單曲，該單曲在告示牌單曲榜上成績為第8名。

## 資料

### 歌曲簡介
〈放在一起〉是首節奏分明的中版放克舞曲，瑪丹娜在《宛如祈禱者》這張專輯中，首次以她自己的家人朋友為主題。〈放在一起〉這首歌的歌詞即是描述瑪丹娜從小家庭那錯綜複雜的關係，瑪丹娜因母親在她年幼時就病逝，而父親又另再重組家庭，讓她身邊多了許多關係複雜的家人和手足們。瑪丹娜在〈放在一起〉大膽誠實的自我剖析，無疑是想透過這首歌曲來闡述家人的意義，以及宣揚家庭對每一個人的價值，〈放在一起〉是一首具有激勵人心作用的正面歌曲。

### 商業成績
〈放在一起〉是從瑪丹娜的《宛如祈禱者》專輯中所發行的第六首單曲，不過在英美兩地推出的單曲並不相同，依照單曲發行的時間排序，在〈放在一起〉上一首發行的單曲應該為〈Dear Jessie〉，但〈Dear Jessie〉僅在英國發行，因此在美國地區來說，在〈放在一起〉上一首發行的單曲則是僅拿到第20名的〈Oh Father〉。
節奏輕快的〈放在一起〉在沒有錄製音樂影片作為歌曲宣傳的情況下，1990年2月3日在首週進榜成績為第56名，在經過數週的努力爬升之後，終於在1990年3月31日攀升至它的最高成績第8名，成為瑪丹那第18首TOP 10單曲，它在榜內只停留了13週，因此未能擠進入年終百大單曲排名之內。而就在1990年3月31日〈放在一起〉甫獲單曲榜第8名的當週，它剛好也登上舞曲榜的冠軍位置，又為瑪丹娜再多添一筆冠軍舞曲的紀錄。此外，〈放在一起〉在英國未發行單曲。